# Seibert
Seibert è un centro abitato (town) degli Stati Uniti d'America, situato nella contea di Kit Carson dello Stato del Colorado. Nel censimento del 2000 la popolazione era di 180 abitanti.

## Geografia fisica
Secondo i rilevamenti dell'United States Census Bureau, Seibert si estende su una superficie di 0,8 km².